# Korraga korra
Korraga korra även kallat Koraga, Koragar, Koragara och Korangi, är ett dravidiskt språk som talas av koragafolket, en så kallad scheduled tribe, i Tulu Nadu i sydvästra Indien.
Korraga korra hade 14 000 talare 1981. Språket talas vanligtvis och skrivs sällan, men när det skrivs ned används Kannada-bokstäver.